# Sarax brachydactylus
Sarax brachydactylus är en spindeldjursart som beskrevs av Simon 1892. Sarax brachydactylus ingår i släktet Sarax och familjen Charinidae. Inga underarter finns listade i Catalogue of Life.